# ヴァンビューレン郡 (アイオワ州)
ヴァンビューレン郡（英: Van Buren County）は、アメリカ合衆国アイオワ州の南東部に位置する郡である。2010年国勢調査での人口は7,570人であり、2000年の7,809人から3.1％減少した。郡庁所在地はキーオソーカ市（Keosauqua ([ˌkiːəˈsɔːkwə] KEE-ə-SAW-kwə、人口1,006人）であり、同郡で人口最大の都市でもある。この都市にはアイオワ州で最古、国内でも2番目に古く、現在でも使われ続けている郡庁舎がある。ヴァンビューレン郡は1836年に設立され、郡名は第8代アメリカ合衆国大統領マーティン・ヴァン・ビューレンに因んで名付けられた。

## 歴史
ヴァンビューレン郡は1836年12月7日に設立され、郡名は第8代アメリカ合衆国大統領マーティン・ヴァン・ビューレンに因んで名付けられた。
郡庁舎は1843年9月にギリシャ復古調で建設され、アイオワ州で最古、国内でも2番目に古く、現在でも使われ続けているものである。1977年にアメリカ合衆国国定歴史建造物に登録された。

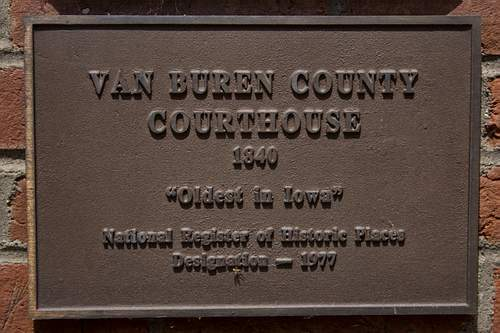
ヴァンビューレン郡庁舎の銘板、建設年とアメリカ合衆国国定歴史建造物登録年が記されている

## 地理
アメリカ合衆国国勢調査局に拠れば、郡域全面積は490.55平方マイル (1,270.5 km2)であり、このうち陸地484.82平方マイル (1,255.7 km2)、水域は5.73平方マイル (14.8 km2)で水域率は1.17％である。

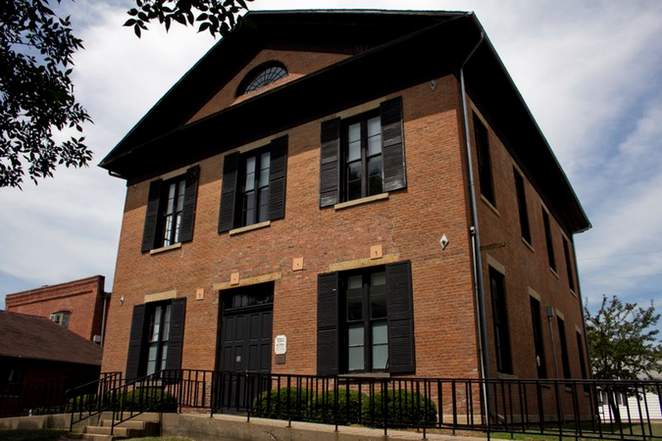
ヴァンビューレン郡庁舎

### 主要高規格道路
- アイオワ州道1号線
- アイオワ州道2号線
- アイオワ州道16号線
- アイオワ州道98号線

### 隣接する郡
- ジェファーソン郡 - 北
- ヘンリー郡 - 北東
- リー郡 - 東
- クラーク郡 (ミズーリ州) - 南東
- スコットランド郡 (ミズーリ州) - 南西
- デイビス郡 - 西

## 人口動態

### 2010年国勢調査
以下は2010年国勢調査による人口統計データである。
基礎データ
- 人口: 7,570人
- 人口密度: 6人/km2（16人/mi2）
- 住居数: 3,670軒
- 使用住居: 3,108軒[6]

### 2000年国勢調査

2000人口ピラミッド

以下は2000年国勢調査による人口統計データである。
| 基礎データ - 人口: 7,809人 - 世帯数: 3,181 世帯 - 家族数: 2,163 家族 - 人口密度: 6人/km2（16人/mi2） - 住居数: 3,581軒 - 住居密度: 3軒/km2（7軒/mi2） 人種別人口構成 - 白人: 98.62% - アフリカン・アメリカン: 0.06% - ネイティブ・アメリカン: 0.18% - アジア人: 0.28% - 太平洋諸島系: 0.06% - その他の人種: 0.15% - 混血: 0.64% - ヒスパニック・ラテン系: 0.77% 年齢別人口構成 - 18歳未満: 24.8% - 18-24歳: 7.0% - 25-44歳: 24.4% - 45-64歳: 24.8% - 65歳以上: 19.1% - 年齢の中央値: 41歳 - 性比（女性100人あたり男性の人口） - 総人口: 99.5 - 18歳以上: 97.9 | 世帯と家族（対世帯数） - 18歳未満の子供がいる: 28.7% - 結婚・同居している夫婦: 58.3% - 未婚・離婚・死別女性が世帯主: 6.0% - 非家族世帯: 32.0% - 単身世帯: 28.0% - 65歳以上の老人1人暮らし: 15.7% - 平均構成人数 - 世帯: 2.41人 - 家族: 2.96人 収入と家計 - 収入の中央値 - 世帯: 31,094米ドル - 家族: 36,420米ドル - 性別 - 男性: 27,379米ドル - 女性: 20,925米ドル - 人口1人あたり収入: 15,748米ドル - 貧困線以下 - 対人口: 12.7% - 対家族数: 8.7% - 18歳未満: 14.0% - 65歳以上: 15.6% |

## 都市と町

### 都市
| - キーオソーカ - 郡庁所在地 - バーミンガム - ボナパルト - カントリル | - ファーミントン - ミルトン - マウントスターリング - ストックポート |

### 郡区
1850年国勢調査記録に拠る
| - バーミンガム - ボナパルト - シーダー - チェケスト - デモイン | - ファーミントン - ハリスバーグ - ジャクソン - キーオソーカ - リッククリーク | - ユニオン - ヴァンビューレン - バーノン - ビレッジ - ワシントン |

### 国勢調査地底地域
- ドーズ
- レアンド

### 未編入の町
- アイオワビル
- レバノン
- マウントザイオン
- ピッツバーグ
- セルマ
- ウィンチェスター